# Слів Ліг
Слів Ліг (англ. Slieve League, ірл. Sliabh Liag) — найвищі в Ірландії морські кліфи, розташовані біля затоки Донегал. Піднімаючись на 598 метрів над рівнем моря, є одними з найвищих кліфів у Європі. Тут же розташований ряд археологічних пам'яток. 
Під час Другої світової війни (в якій Ірландія зберігала нейтралітет, але мала договір з союзниками) над Слів Ліг пролягав повітряний коридор для прольоту літаків союзників до Атлантики. На землі для позначення території було викладено слово Éire (Ірландія).

Мапа Слів Ліг.